# Аглона (станция)
Аглона — железнодорожная станция в Латвии, на линии Резекне I—Даугавпилс. Расположена в Рушонской волости Прейльского края, на окраине одноимённого посёлка.
Начиная с 1995 года, один раз в год назначается специальный поезд от Риги до станции Аглона, доставляющий паломников в Аглонскую базилику.

## История
Станция открыта в 1860 году, одновременно с пуском железнодорожной линии; первоначально называлась Рушона. Еще в 2011 году на станции сохранялась старинная водонапорная башня, но к настоящему времени она снесена. Здание вокзала действует (в дни назначения поездов).

## Галерея

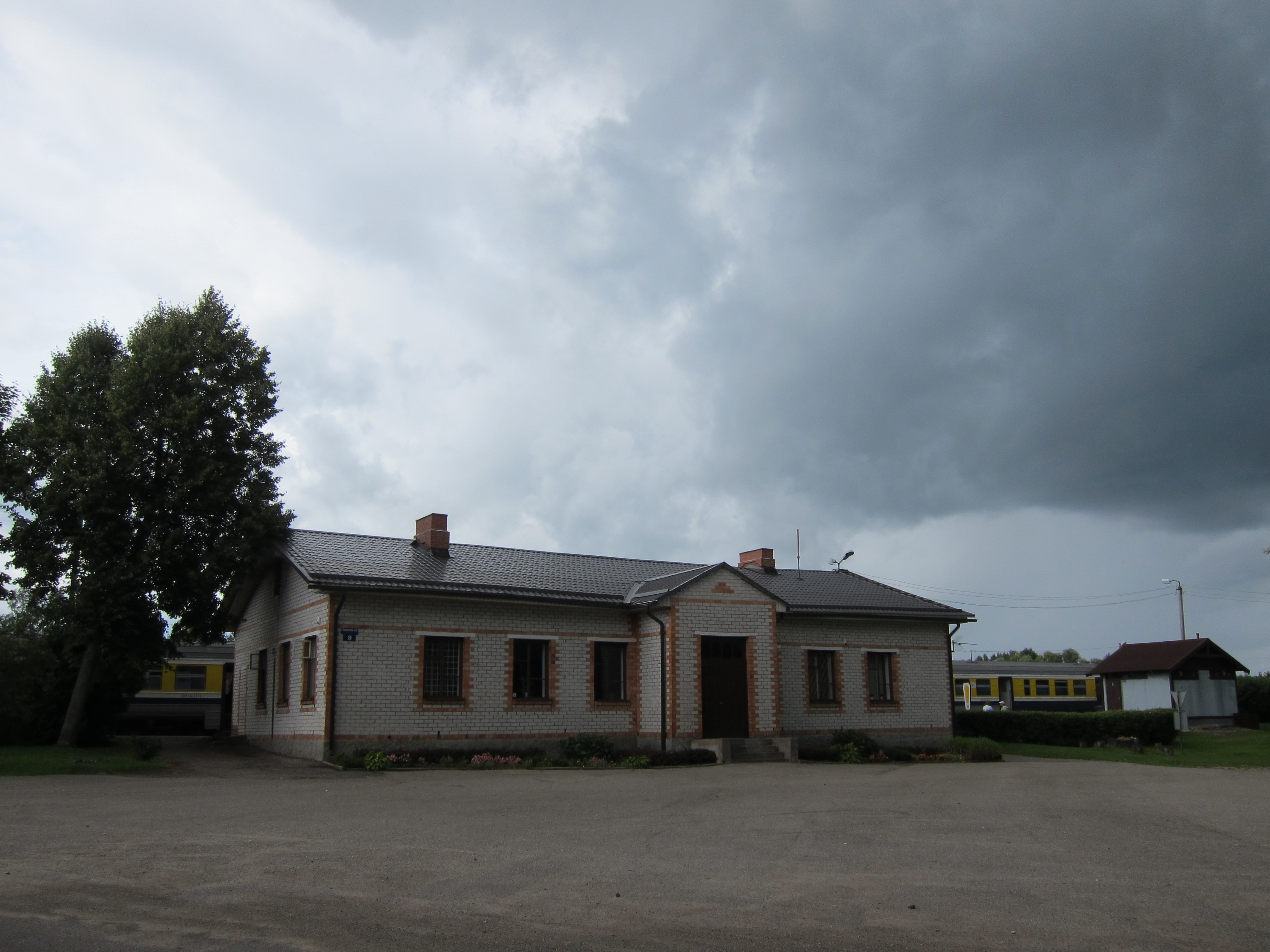
Здание станции Аглона
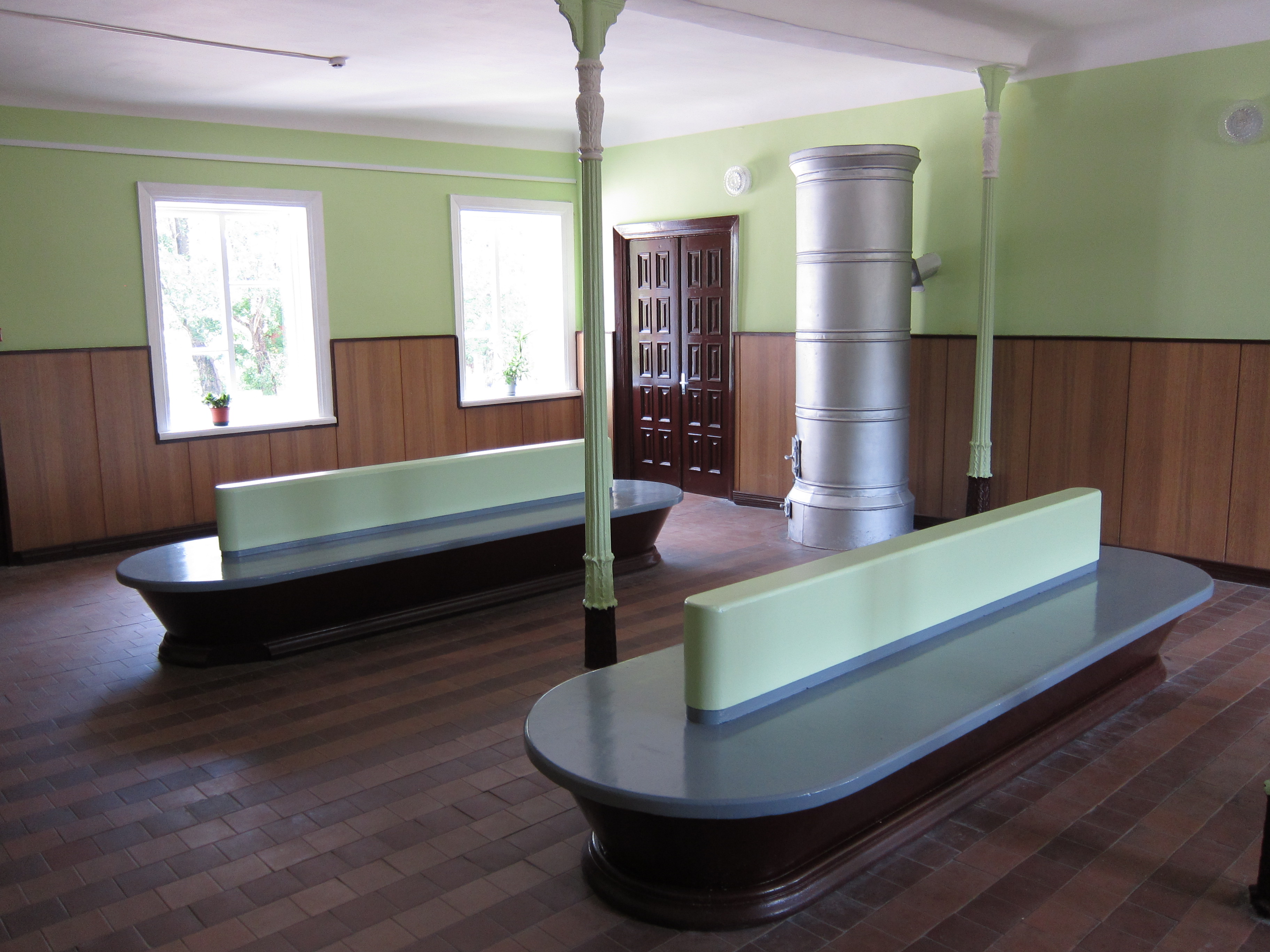
Внутри станции
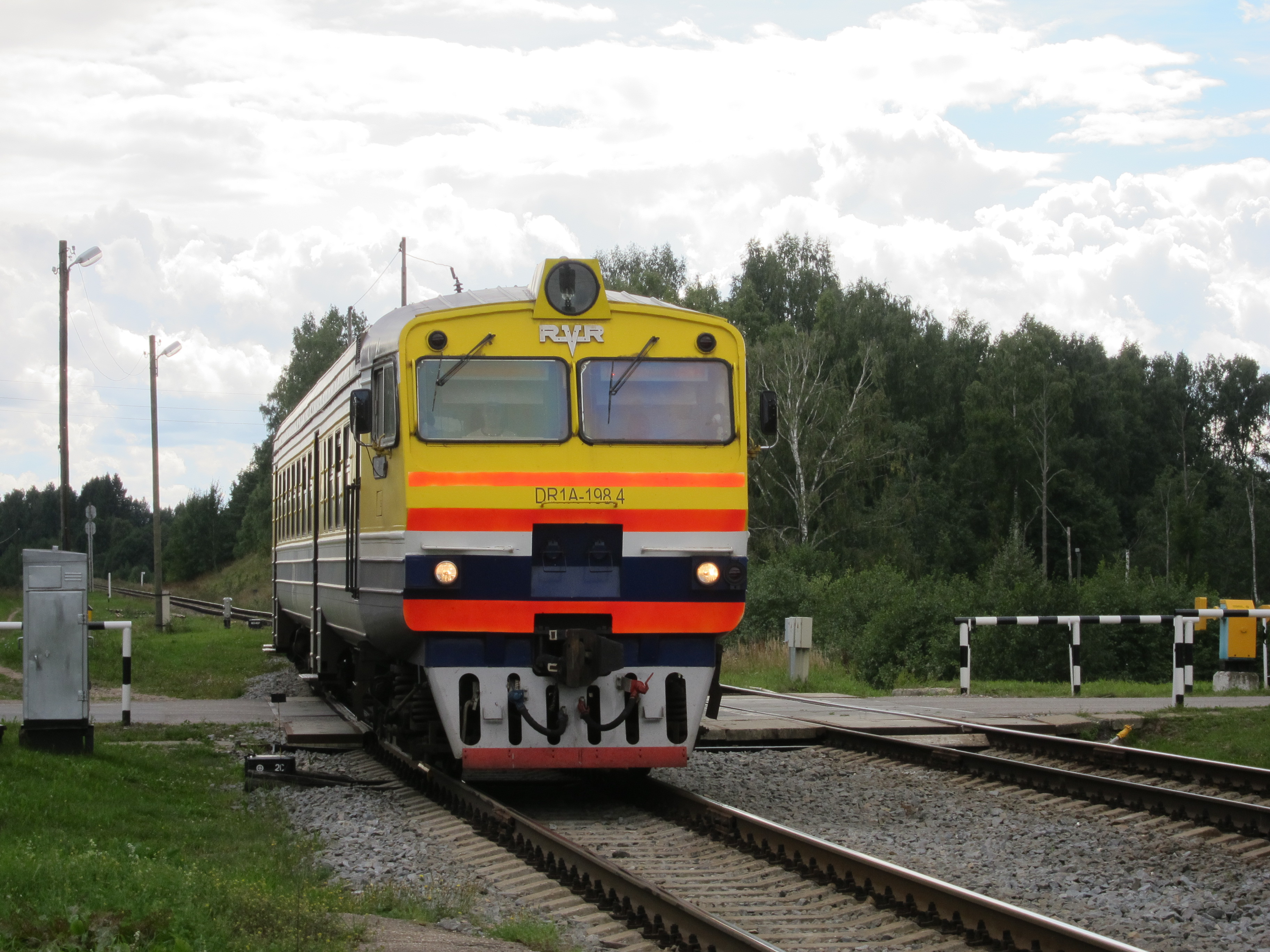
Дизельный поезд DR1A 311/198 около станции Аглона
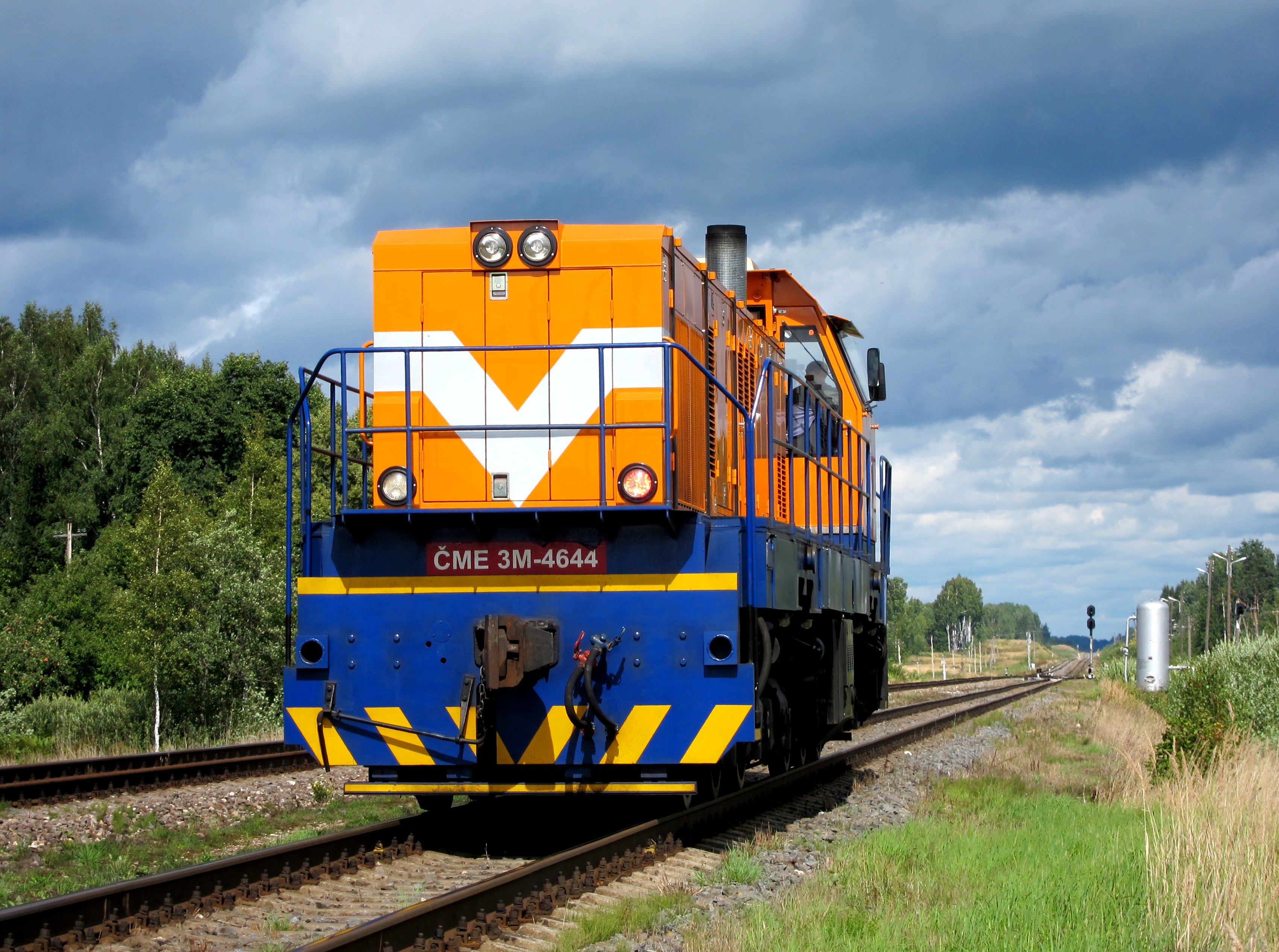
Маневровый локомотив ČME3M-4644 около станции Аглона, идёт в направлении Резекне
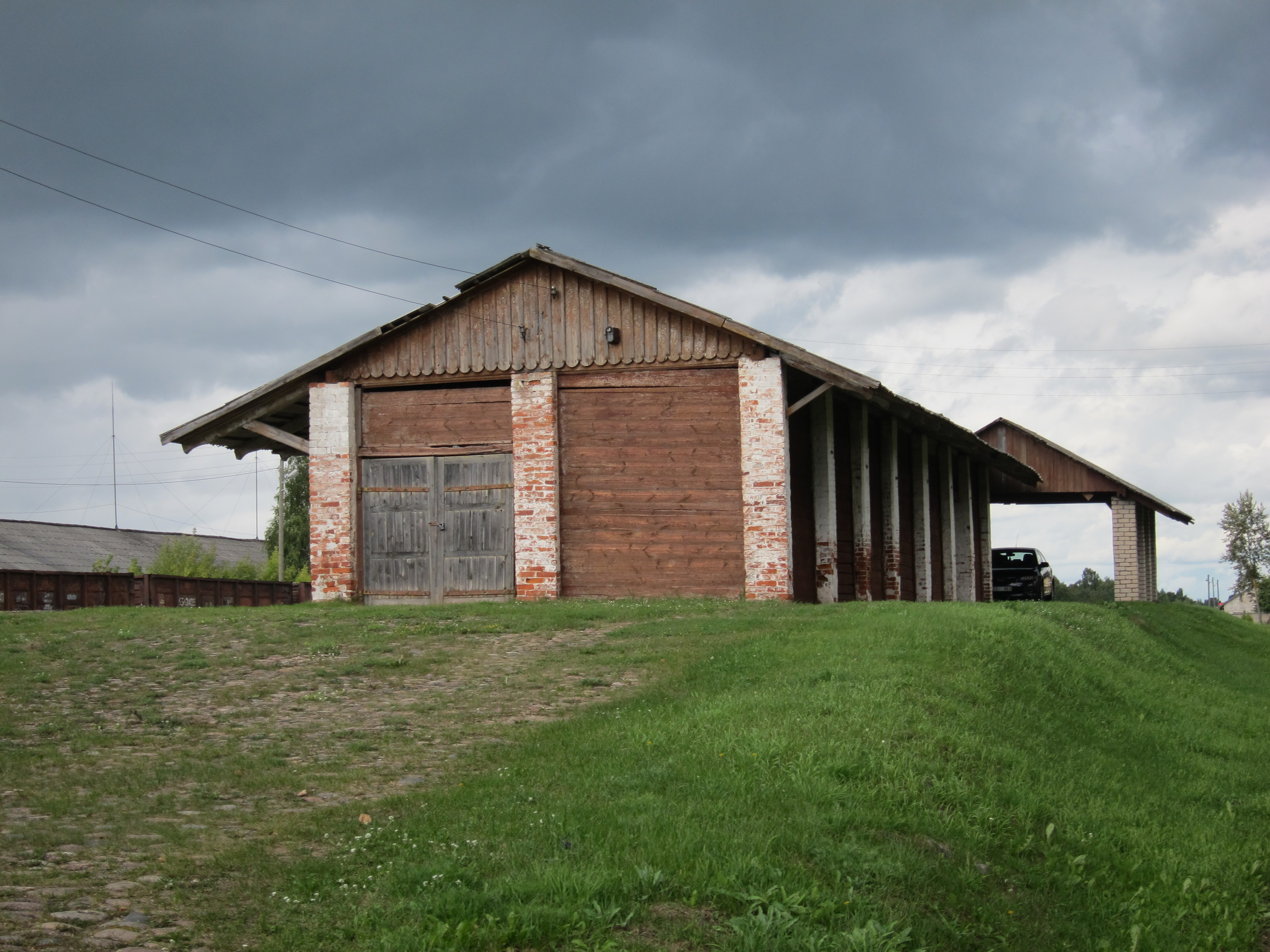
Станционный пакгауз
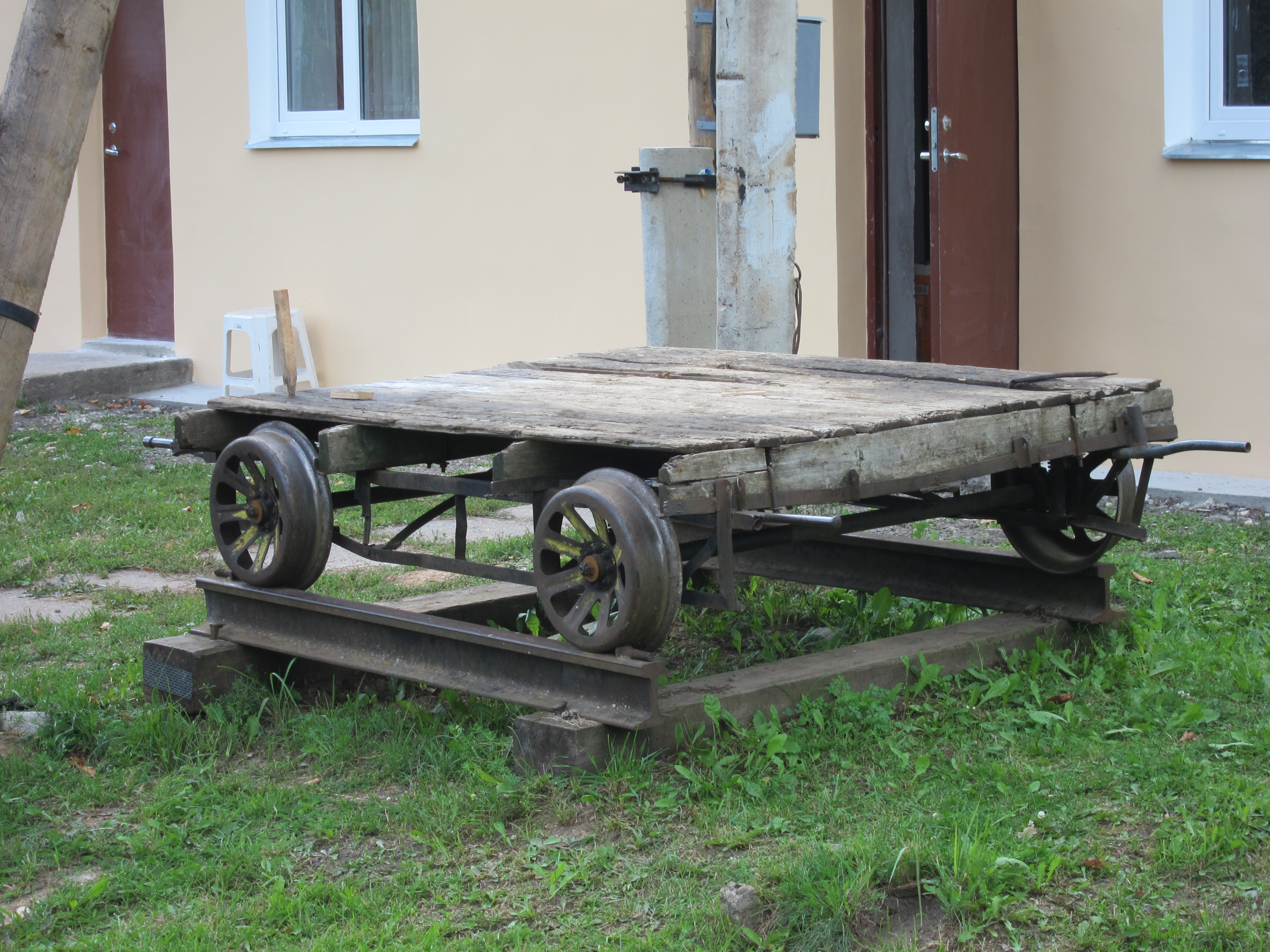
Дрезина около станции Аглона
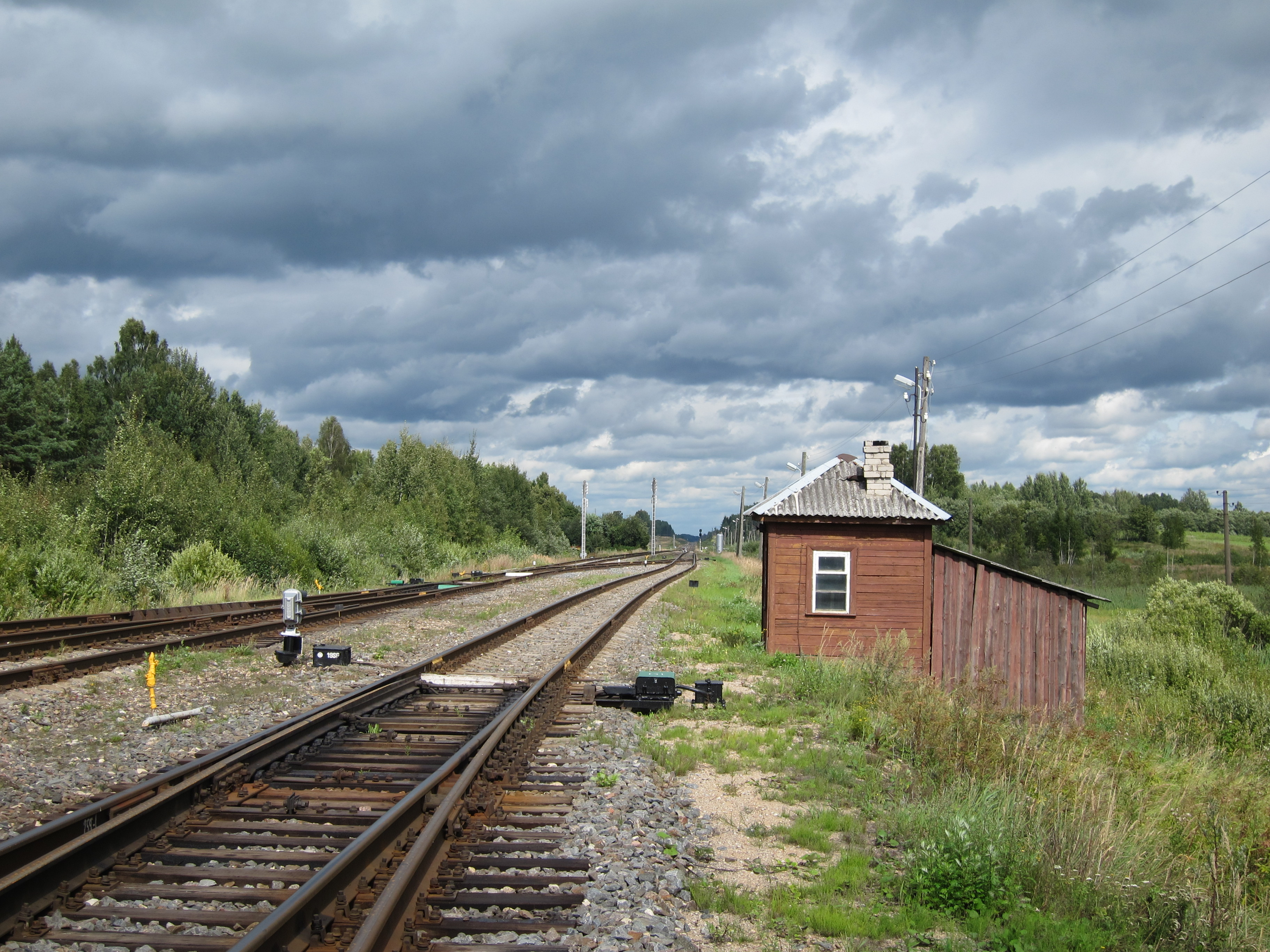
Будка связиста в направлении Резекне
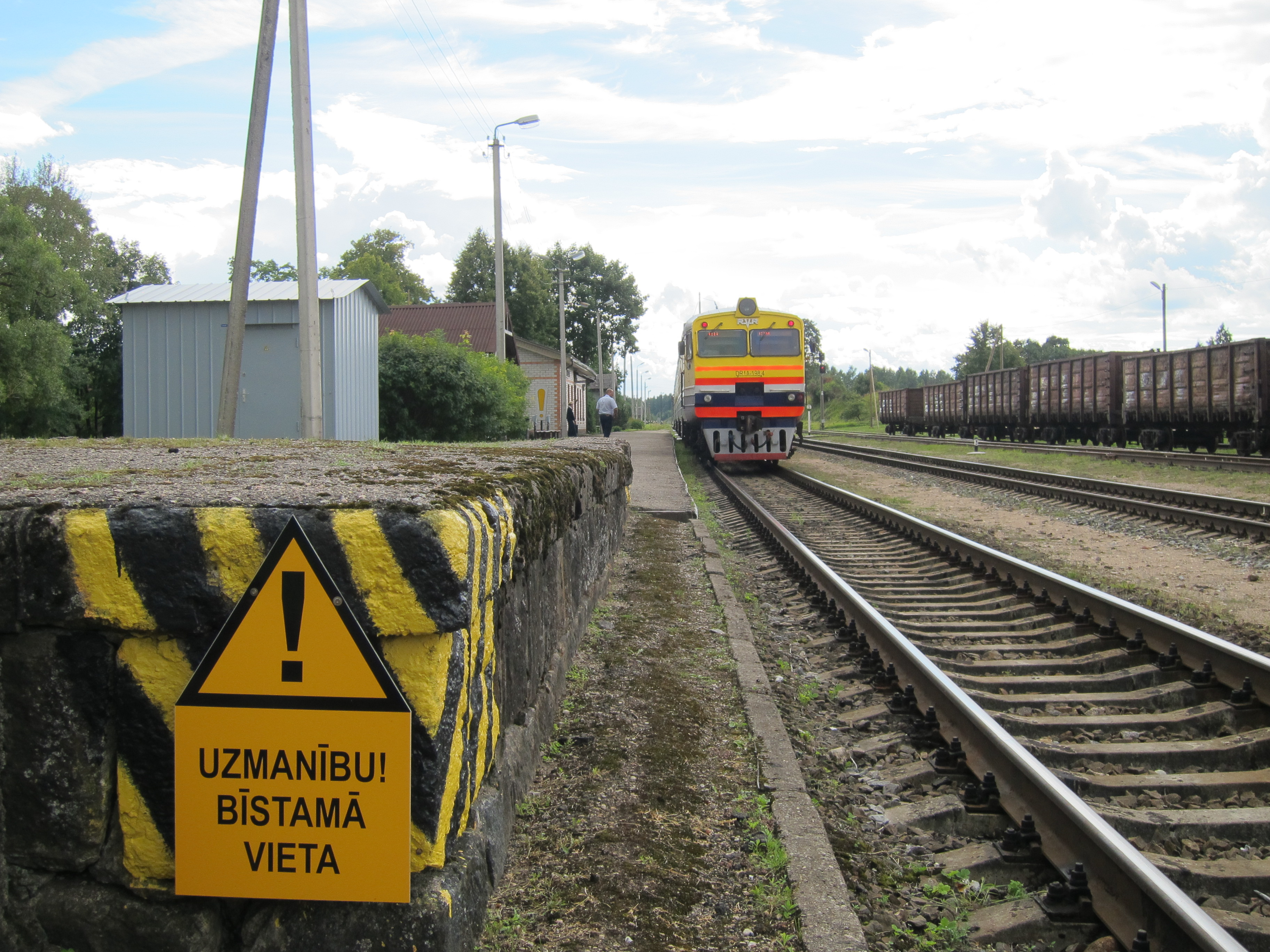
Грузовая платформа